# Ed Hunter
Ed Hunter je videohra (střílečka), vydaná roku 1999 a doprovázená hudbou heavy metalové skupiny Iron Maiden. Úkolem je dostat se z vězení za maskota skupiny – Eddieho.
Balení obsahuje 3 CD. Na prvním se nachází 14 skladeb, na druhém 6 skladeb a instalační program pro hru a třetí CD obsahuje data ke hře. Seznam skladeb se údajně skládá z 20 písní, které fanoušci na oficiálním webu skupiny zvolili jako nejlepší.
Americké vydání obsahuje nově nahranou, skrytou bonusovou skladbu „Wrathchild“, kterou zpívá Bruce Dickinson. Ta byla tou dobou vydána jako limitovaný singl ‚Wrathchild with Bruce Dickinson‘.

## Levely (s doprovodem skladeb)
1. London's East End (Phantom of the Opera)
2. The Shady Pines Asylum (Wrathchild)
3. The Pits Of Hell (Hallowed Be Thy Name)
4. The Graveyard (Fear of the Dark)
5. The Pharaoh's Tomb (Powerslave)
6. Blade Runner (Futureal)
7. Futureal (The Evil that Men Do)
8. Finale (The Evil That Men Do)

## Seznam skladeb

### CD-1
| Pořadí | Název                   | Délka |
| ------ | ----------------------- | ----- |
| 1.     | Iron Maiden (live)      |       |
| 2.     | The Trooper             |       |
| 3.     | The Number of the Beast |       |
| 4.     | Wrathchild              |       |
| 5.     | Futureal                |       |
| 6.     | Fear of the Dark        |       |
| 7.     | Be Quick or Be Dead     |       |
| 8.     | 2 Minutes to Midnight   |       |
| 9.     | Man on the Edge         |       |
| 10.    | Aces High               |       |
| 11.    | The Evil That Men Do    |       |
| 12.    | Wasted Years            |       |
| 13.    | Powerslave              |       |
| 14.    | Hallowed Be Thy Name    |       |

### CD-2
| Pořadí | Název                      | Délka |
| ------ | -------------------------- | ----- |
| 1.     | Run to the Hills           |       |
| 2.     | The Clansman               |       |
| 3.     | Phantom of the Opera       |       |
| 4.     | Killers                    |       |
| 5.     | Stranger in a Strange Land |       |
| 6.     | Tailgunner                 |       |